# Ernst Meumann
Ernst Meumann   (Uerdingen, 29 d'agost de 1862 - Hamburg, 26 d'abril de 1915) de nom complet Ernst Friedrich Wilhelm Meumann fou en pedagog i psicòleg alemany impulsor de la pedagogia experimental.

## Biografia
Nascut a la família d'un pastor protestant, cursà a casa la primera educació amb el mestratge del seu pare. Seguí estudis d'educació secundària a Elberfeld. Va estudiar teologia a la Universitat de Halle i a la Universitat de Bonn. Feu la preparació per ser professor de religió i hebreu. Cursà parcialment estudis de medicina des del convenciment que eren una útil base per a dedicar-se a la psicologia. Finalment estudià art i filosofia. Es va doctorar, el 1891, a la Universitat de Tübingen amb una tesi sobre "La llei bàsica d'associació i reproducció de les idees" sota el guiatge de Christoph von Sigwart. Aquell mateix any, interessat pel camp de la psicologia, s'integrà a l'Institut de Psicologia Experimental, fundat el 1879. Aquí completà la seva habilitació com a professor amb un treball que reunia les seves "Investigacions sobre la psicologia i l'estètica del ritme" (1894). Entre els anys I893 a I896 publicà els seus famosos estudis de psicologia de la consciència temporal.
L'1897 fou cridat a la Universitat de Zúric per exercir com a professor de filosofia, psicologia i educació. Allà va crear el Laboratori de Psicologia. A partir de 1905 fou professor a les universitats de Königsberg (1905), Múnic (1907), Halle (1909) i Leipzig(1910). L'any següent s'integrà a la Vorlesungswesen que esdevindria, el 1919, la Universitat d'Hamburg. També tingué cura de difondre la pedagogia experimental a l'Escola de Magisteri d'Hamburg. Vindicà activament la necessitats de una reforma del sistema escolar. El 1914 es va establir l'Institut d'Estudis sobre la Joventut sota la seva direcció. El 1911 va ser l'iniciador i cofundador de la Federació per a la Reforma Escolar. Dotat d'una gran la capacitat organitzativa, va emprendre importants recerques especialment sobre la memòria i l'aprenentatge. Va fundar i va editar, des de 1903, l'Archivfur die gesamte Psychologie (Arxiu per a tota la psicologia) una monumental obra de compilació i difusió científica que seguí editant-se fins 1945. El 1915, morí prematurament a causa d'una pneumònia.

## La pedagogia experimental
Per a Ernst Meumann la pedagogia ha de tenir una fonamentació empírica, d'observació i experimentació. Ja, l'any 1900, va exposar-ne la seva concepció a Zeitschrift für Pädagogik. Un document que reclamava principalment l'estudi científic de les branques que constitueixen l'educació escolar.
Aquesta base científica conforma la pedagogia experimental com a ciència autònoma amb els seus propis objectius i mitjans. El seu camp comprèn la investigació de la vida i la personalitat dels infants i l'estudi dels processos educatius. També els medis materials i l'organització escolar. Una síntesi de les seves concepcions i propostes són a les seves Vorlesungen zür einführung in die experimentelle pädagogik (Conferències com a introducció a la pedagogia experimental).
August Wilhelm Lay, l'altre pare de la pedagogia experimental, concebia aquesta com a pedagogia integral. En canvi, Meumann creia que aquesta nova disciplina era psicologia experimental aplicada a problemes educatius o psicologia pedagògica. Aquesta ha estat la base de tota l'orientació de la pedagogia empírica, que en principi, per haver nascut en el context epistemològic positivista en què treballaren Lay i Meumann, es suposava que era l'única ciència de l'educació, sent tota la resta pensament, observació, reflexió o filosofia.

## Obra (selecció)
- Vorlesungen zür einführung in die experimentelle pädagogik (Conferències com a introducció a l'experimental de la pedagogia) 3 vols. Leipzig: Wilhelm Engelmann, 1907-1920.
- Intelligenz und Wille.(Intel·ligència i voluntat). Leipzig: Quelle & Meyer, 1908.
- Abriss der experimentellen Pädagogik. Leipzig: W. Engelmann, 1914. Compendio de pedagogía experimental. Barcelona: Labor, 1924.
- Sistema de estética. Madrid: Calpe,1924.